# Жидков, Иван Алексеевич
Ива́н Алексе́евич Жидко́в (род. 28 августа 1983, Свердловск) — российский актёр театра и кино, телеведущий.

## Биография
Иван Жидков родился 28 августа 1983 года в Свердловске (ныне — Екатеринбурге).
В 2004 году окончил Школу-студию МХАТ (курс Евгения Каменьковича).
С 2004 по 2007 годы служил в Московском театре-студии под руководством Олега Табакова (дебют — роль Петра в спектакле «Последние» по пьесе Максима Горького) и в МХТ имени А. П. Чехова (дебют — роль Дмитрия в спектакле «Ю» по пьесе Ольги Мухиной).

## Личная жизнь
- Сожительница — актриса Екатерина Семёнова (2005—2007)

- Первая жена — (2008—2013) — актриса Татьяна Арнтгольц. Летом 2013 года пара развелась.
  - Дочь Мария Жидкова (род. 15 сентября 2009 года)

- С 2016 года жил с моделью Лилией Соловьёвой. В конце июня 2018 года Лилия сообщила в своём Инстаграме о расставании с Иваном. Спустя несколько дней эту информацию подтвердил и сам актёр.
  - Сын Степан (род. 18 октября 2017 года)

## Признание и награды
- 2004 — Лауреат IX театрального фестиваля «Московские дебюты» за роль Николки Турбина в спектакле МХТ имени А. П. Чехова «Белая гвардия» по пьесе М. А. Булгакова.
- 2006 — Медаль Министерства обороны Российской Федерации «За укрепление боевого содружества» за роль Кости Ветрова в сериале «Грозовые ворота»[2].
- 2008 — Приз за «Лучшую мужскую роль второго плана» в фильме «Нулевой километр» на XVI фестивале актёров кино «Созвездие-2008» в Твери.
- 2009 — Приз за «Лучшую мужскую роль» в фильме «Улыбка Бога, или Чисто одесская история» на XV Российском кинофестивале «Литература и кино» в Гатчине.
- 2010 — Приз «За лучшее исполнение главной мужской роли» в фильме «Улыбка Бога, или Чисто одесская история» на III Чебоксарском международном кинофестивале[3].

## Работы в театре

#### Московский театр-студия под руководством Олега Табакова
- «Последние» по пьесе Максима Горького (реж. Адольф Шапиро) — Пётр
- «Воскресение. Супер» по мотивам романа Л. Н. Толстого «Воскресение» (реж. Юрий Бутусов) — Миссионер Кизиветер
- «Билокси-Блюз» по пьесе Нила Саймона (реж. Олег Табаков) — Рядовой Джеймс Хеннеси
- «Затоваренная бочкотара» по повести В. П. Аксёнова (реж. Евгений Каменькович) — Сиракузерс

#### МХТ имени А. П. Чехова
- «Белая гвардия» по пьесе М. А. Булгакова (реж. Сергей Женовач) — Николка Турбин
- «Ю» по пьесе Ольги Мухиной (реж. Евгений Каменькович) — Дмитрий[4]

#### Антреприза
- «Не будите спящую собаку» по пьесе Дж. Б. Пристли «Опасный поворот» (реж. Ольга Шведова) — Гордон Уайтхаус
- «Пять вечеров» по пьесе А. М. Володина (реж. Ольга Анохина) — Слава
- «Территория любви» по пьесе Майкла Кристофера «Дама ждёт, кларнет играет» (реж. Владимир Панков) — Пол
- «Охота на мужчин» по пьесе Альдо Николаи (реж. Владимир Моташнев) — Марио

## Фильмография
| Год       |     | Название                                   | Роль                                                 |
| --------- | --- | ------------------------------------------ | ---------------------------------------------------- |
| 2003      | ф   | В созвездии быка                           | Игорь                                                |
| 2004      | ф   | На Верхней Масловке                        | Станислав, брат Анны Борисовны                       |
| 2004      | с   | Фабрика грёз                               | Имя персонажа не указано                             |
| 2005      | ф   | Белая гвардия (фильм-спектакль)            | Николка Турбин, брат Алексея                         |
| 2005      | с   | Дети Ванюхина                              | Макс Ванюхин / Иван Клаус                            |
| 2005      | с   | Солдаты 4                                  | младший сержант / рядовой Самсонов                   |
| 2005      | с   | Солдаты 5                                  | рядовой Самсонов                                     |
| 2005      | с   | Убойная сила 6 (фильм 5 «Право на защиту») | Константин Черемыкин                                 |
| 2006      | с   | Грозовые ворота                            | рядовой Константин Ветров                            |
| 2006—2007 | с   | Любовь как любовь                          | Леонид Лобов, муж Насти                              |
| 2006      | ф   | Формула зеро                               | Денис                                                |
| 2006      | ф   | Человек безвозвратный                      | курсант военного училища                             |
| 2007      | ф   | Нулевой километр                           | Олег                                                 |
| 2007      | с   | Сеть                                       | Анатолий Деникин (Ден)                               |
| 2008      | с   | Ночная смена                               | Николай                                              |
| 2008      | с   | Самая красивая 2                           | Илья                                                 |
| 2008      | ф   | Улыбка Бога, или Чисто одесская история    | Алан Альшанский                                      |
| 2009      | с   | Иван Грозный                               | Фёдор Воронцов                                       |
| 2009      | с   | Правила угона                              | Сергей Гуров                                         |
| 2009      | ф   | Чёрная молния                              | Максим, друг Димы и его соперник                     |
| 2010      | ф   | Влюблён и безоружен                        | Владимир Авдеев                                      |
| 2010      | ф   | Возвращение в «А»                          | Алексей                                              |
| 2010—2011 | с   | Последняя минута (серия 7 «Петя и волки»)  | Петя                                                 |
| 2010      | ф   | Слон                                       | Александр                                            |
| 2010      | с   | Судьбы загадочное завтра                   | Иван Прокопец                                        |
| 2010      | ф   | Тёмный мир                                 | Константин, друг Марины                              |
| 2011      | с   | Белая ворона                               | Дмитрий                                              |
| 2011      | с   | Гюльчатай                                  | Павел Фёдорович Солодовников                         |
| 2011      | ф   | Дорогая моя доченька                       | Владимир Славянов                                    |
| 2011      | с   | Ласточкино гнездо                          | Вячеслав Шульман, муж Иды                            |
| 2011      | с   | Пусть говорят                              | Михаил Шаповалов                                     |
| 2011      | с   | Сделано в СССР                             | Андрей Шишов                                         |
| 2011      | с   | Чистая проба                               | Лев Александрович Мыцык, майор                       |
| 2012      | с   | Васильки                                   | Василий Вершков                                      |
| 2012      | с   | Наружное наблюдение                        | Иван Лямин, сотрудник наружки                        |
| 2012      | ф   | Ночная фиалка                              | Саша                                                 |
| 2012      | с   | Подари мне воскресенье                     | Андрей Георгиевич Васильев                           |
| 2013      | с   | Гюльчатай: Ради любви                      | Павел Фёдорович Солодовников                         |
| 2013      | ф   | Кружева                                    | Виктор                                               |
| 2013      | с   | Отпечаток любви                            | Игорь Баев                                           |
| 2013      | ф   | Путь к сердцу мужчины                      | Артур Павлов, художник                               |
| 2013      | с   | Ради тебя                                  | Валерий Гладышев                                     |
| 2013      | ф   | Упакованные                                | Иван                                                 |
| 2014      | с   | Братские узы                               | Роман                                                |
| 2014      | с   | Весной расцветает любовь                   | Денис Гончаров, каскадер                             |
| 2014      | с   | Принц Сибири                               | Максим Владимирович Савельев                         |
| 2015      | с   | Второй брак                                | Глеб Прохоров, сын Киры                              |
| 2015      | ф   | По секрету всему свету                     | Юрий Авдеев, участковый                              |
| 2015      | с   | Соната для Веры                            | Андрей Соколов, муж Веры                             |
| 2015      | с   | Средство от разлуки                        | Рома, актёр                                          |
| 2016      | с   | Беги!                                      | Пётр Ваксин                                          |
| 2016      | с   | Экспресс-командировка                      | Михаил Бобровский                                    |
| 2016      | с   | Жемчуга                                    | Владимир Сиверс                                      |
| 2016      | ф   | Моя революция                              | Артур                                                |
| 2016      | ф   | Сердечная недостаточность                  | Дима                                                 |
| 2016      | с   | Чужое счастье                              | Игорь Давыдов, муж Люси, бизнесмен                   |
| 2016      | с   | Я никогда не плачу                         | Артём Зарубин                                        |
| 2017      | с   | Две жены                                   | Костя Чижов, муж Насти                               |
| 2017      | с   | Каспий 24                                  | Гриша Кротов, музыкальный редактор телеканала        |
| 2017      | с   | Ночь после выпуска                         | Михаил Ковалёв                                       |
| 2018      | с   | Ланцет                                     | Глеб Федулов, сын Олега, завотделением, кардиохирург |
| 2019      | с   | Миленький ты мой                           | Валентин, архитектор                                 |
| 2019      | с   | Никогда не говори «никогда»                | Юрий                                                 |
| 2022      | с   | Горько-солёное море любви                  | Валера                                               |
| 2022      | с   | Жену вызывали?                             | Разиньков                                            |
| 2022      | с   | Пианистка                                  | Андрей Новожилов, хирург                             |
| 2022      | ф   | Хронос (фильм 3 «Шум за стеной»)           | Илья Николин                                         |
| 2022      | кор | Шум за стеной                              | Илья Николин                                         |
| 2023      | с   | Зеркало лжи                                | Роман                                                |
| 2023      | с   | Мур-мур, Амур                              | Саня                                                 |
| 2023      | с   | Пианистка 2                                | Андрей Новожилов, хирург                             |
| 2023      | с   | Пианистка 3                                | Андрей Новожилов, хирург                             |
| 2024      | с   | Инъекция любви (в производстве)            | Имя персонажа не указано                             |

## Работа на телевидении
С 28 ноября по 29 декабря 2011 года — ведущий 20-серийного документального сериала «Фронтовая Москва. История победы» на телеканале «Звезда».